# Capdenac-Gare (tổng)
Tổng Capdenac-Gare là một tổng thuộc tỉnh l'Aveyron trong vùng Occitanie.
Tổng này được tổ chức xung quanh Capdenac-Gare ở quận Villefranche-de-Rouergue. Độ cao khu vực này dao động từ 148 m (Causse-et-Diège) à 546 m (Asprières) với độ cao trung bình 312 m.

## Các đơn vị trực thuộc
Tổng Capdenac-Gare gồm 10 xã với dân số 8 215 người (điều tra dân số năm 1999, dân số không tính trùng)
| Xã                | Dân số | Mã bưu chính | Mã insee |
| ----------------- | ------ | ------------ | -------- |
| Les Albres        | 330    | 12220        | 12003    |
| Asprières         | 707    | 12700        | 12012    |
| Balaguier-d'Olt   | 143    | 12260        | 12018    |
| Bouillac          | 426    | 12300        | 12030    |
| Capdenac-Gare     | 4 587  | 12700        | 12052    |
| Foissac           | 331    | 12260        | 12104    |
| Naussac           | 296    | 12700        | 12170    |
| Salles-Courbatiès | 383    | 12260        | 12252    |
| Causse-et-Diège   | 624    | 12700        | 12257    |
| Sonnac            | 388    | 12700        | 12272    |

## Biến động dân số
| 1962                                                     | 1968  | 1975  | 1982  | 1990  | 1999  |
| -------------------------------------------------------- | ----- | ----- | ----- | ----- | ----- |
| 9 013                                                    | 9 615 | 9 355 | 9 051 | 8 422 | 8 215 |
| Nombre retenu à partir de 1962 : dân số không tính trùng |       |       |       |       |       |